# Coimbra (distrikt)

Coimbras distrikt i Portugal

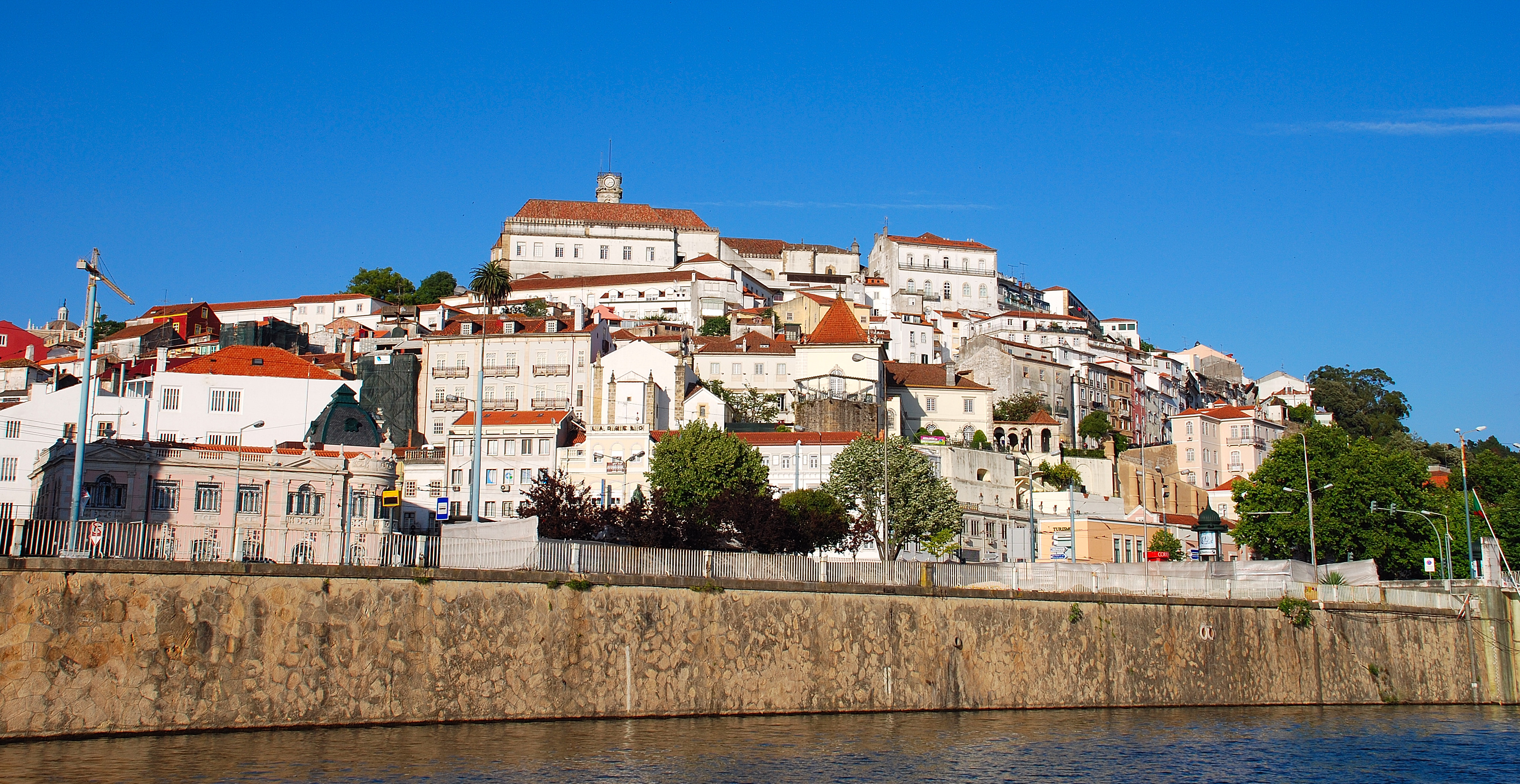
Coimbra och floden Mondego

Distrito de Coimbra är ett av Portugals 18 distrikt vars residensstad är Coimbra.

## Geografi
Distriktet ligger i västra Portugal och omfattar huvudsakligen en del av landskapet Beira Litoral. Några kommuner på östsidan hör däremot till landskapen Beira Alta e Beira Baixa.
Det gränsar i norr till Aveiros distrikt och Viseus distrikt, i öst till Guardas distrikt och Castelo Brancos distrikt, i söder till Leirias distrikt, och i väst har kust mot Atlanten. 
Distriktet har cirka 442 000 invånare och en yta på 3 975 km².
Residensstaden är Coimbra.

## Kommuner
Coimbras distrikt är indelad i 17 kommuner, med 209 freguesias (kommundelar):

- Arganil
- Cantanhede
- Coímbra
- Condeixa-a-Nova
- Figueira da Foz
- Góis
- Lousã
- Mira
- Miranda do Corvo
- Montemor-o-Velho
- Oliveira do Hospital
- Pampilhosa da Serra
- Penacova
- Penela
- Soure
- Tábua
- Vila Nova de Poiares